# TravelPerk
TravelPerk és una empresa de gestió de viatges que ofereix a les empreses una varietat de serveis de gestió de viatges i despeses. L'empresa té la seu a Barcelona, amb seus comercials a Londres, Birmingham, Edimburg, Berlín, Chicago, Boston i Miami. La companyia va recaptar 409 milions de dòlars al final de la seva ronda de finançament de la Sèrie D el 2022, aconseguint l'estatus d'unicorn i una valoració de més de mil milions de dòlars.

## Història
TravelPerk va ser fundada l'any 2015 per Avi Meir (fundador d'Hotel Ninjas, adquirit per Booking.com ), Javier Suarez i Ron Levin. El seu objectiu era crear una plataforma "tot en un" que tingui com a objectiu facilitar la gestió dels viatges de negocis i mantenir contents els viatgers.
Poc després de ser fundada, TravelPerk va rebre una sèrie A de 7 milions de dòlars dirigida per Spark Capital. L'octubre de 2018, la companyia va recaptar una ronda Sèrie B de 21 milions de dòlars liderada per Target Global, Felix Capital, Spark Capital, Sunstone i Amplo. El juliol de 2019, la companyia va finalitzar un finançament de la sèrie C en dues parts de 104 milions de dòlars amb el suport de Kinnevik, Partners de DST Global, Target Global, Felix Capital, Sunstone i LocalGlobe.
L'any 2020, a causa dels canvis constants en les regulacions de viatges i les directrius de salut/seguretat com a resultat de la pandèmia, TravelPerk va adquirir Albatross API, una empresa de programari que va desenvolupar TravelSafe API, proporcionant informació de salut i seguretat en temps real als viatgers. El mateix any, la companyia també va llançar un pàgina de comerç en línia, on els seus clients poden integrar productes i serveis associats a les seves pròpies plataformes i fluxos de treball.
El 2021, TravelPerk va adquirir NexTravel (Silicon Valley), una de les plataformes de viatges de negocis més grans dels EUA, ClickTravel (Birmingham), el líder del mercat al Regne Unit en viatges nacionals de negoci, i Susterra (Londres), una consultoria de responsabilitat corporativa per portar els viatges sostenibles de TravelPerk al següent nivell. El mateix any, la companyia va recaptar 160 milions de dòlars en finançament de la sèrie D, i el 2022, va recaptar una segona ronda addicional de 115 milions de dòlars de la sèrie D, desbloquejant l'estat d'unicorn amb una valoració de més de mil milions de dòlars.

## Col·laboracions i mercat
TravelPerk s'associa amb una àmplia gamma d'empreses (Divvy, BambooHR, Spendesk, Ramp, Pleo i més) que abasten una varietat d'indústries (RH, gestió de despeses, gestió d'esdeveniments, salut i benestar, sostenibilitat, etc.).

## Serveis
TravelPerk és una plataforma integral de viatges de negocis. Les empreses que en fan us poden reservar, gestionar i reportar viatges de negocis. Les empreses poden reservar vols, allotjament, lloguer de cotxes i serveis ferroviaris mitjançant l'escriptori o l'aplicació mòbil. Això inclou un portal de gestió de viatges per controlar totes les despeses i factures del viatge, un xat d'atenció al client les 24 hores del dia, els 7 dies de la setmana amb agents d'assistència en viatges, opcions de reserva de grups, solucions de compensació d'emissions de carboni i molt més.
El servei Flexi-Perk ofereix a les empreses opcions de reserva flexibles cobrant una petita tarifa extra per cada viatge. Poden afegir la tarifa Flexi-Perk sobre qualsevol reserva i cancel·lar el viatge en qualsevol moment (fins dues hores abans de l'hora del viatge) per rebre el 80% dels seus diners.
El servei TravelCare permet a les empreses i als viatgers estar al dia dels últims problemes que afecten els viatges globals i veure les possibles restriccions de viatge per a cada destinació. Les empreses també poden fer un seguiment de cada pas del viatge de negocis d'un empleat per garantir la seva salut i seguretat.
El servei TravelPerk Events és una eina que ajuda les empreses a organitzar totes les parts dels viatges de negocis basats en esdeveniments, inclosa la gestió dels assistents, la reserva d'hotels, la programació i l'elecció d'ubicacions.
L'API Green-Perk permet a les empreses crear una política de viatges sostenible, crear estratègies d'emissions global zero, viatjar de manera més sostenible i motivar els empleats a canviar alguns aspectes dels seus viatges per a fer-los més sostenibles.

## Premis
- 2022 - Top 50 Best Large Companies to Work For - UK[41]
- 2022 - No. 1 in Business Services Best Large Companies to Work For - UK[41]